# Oscar Bergendahl

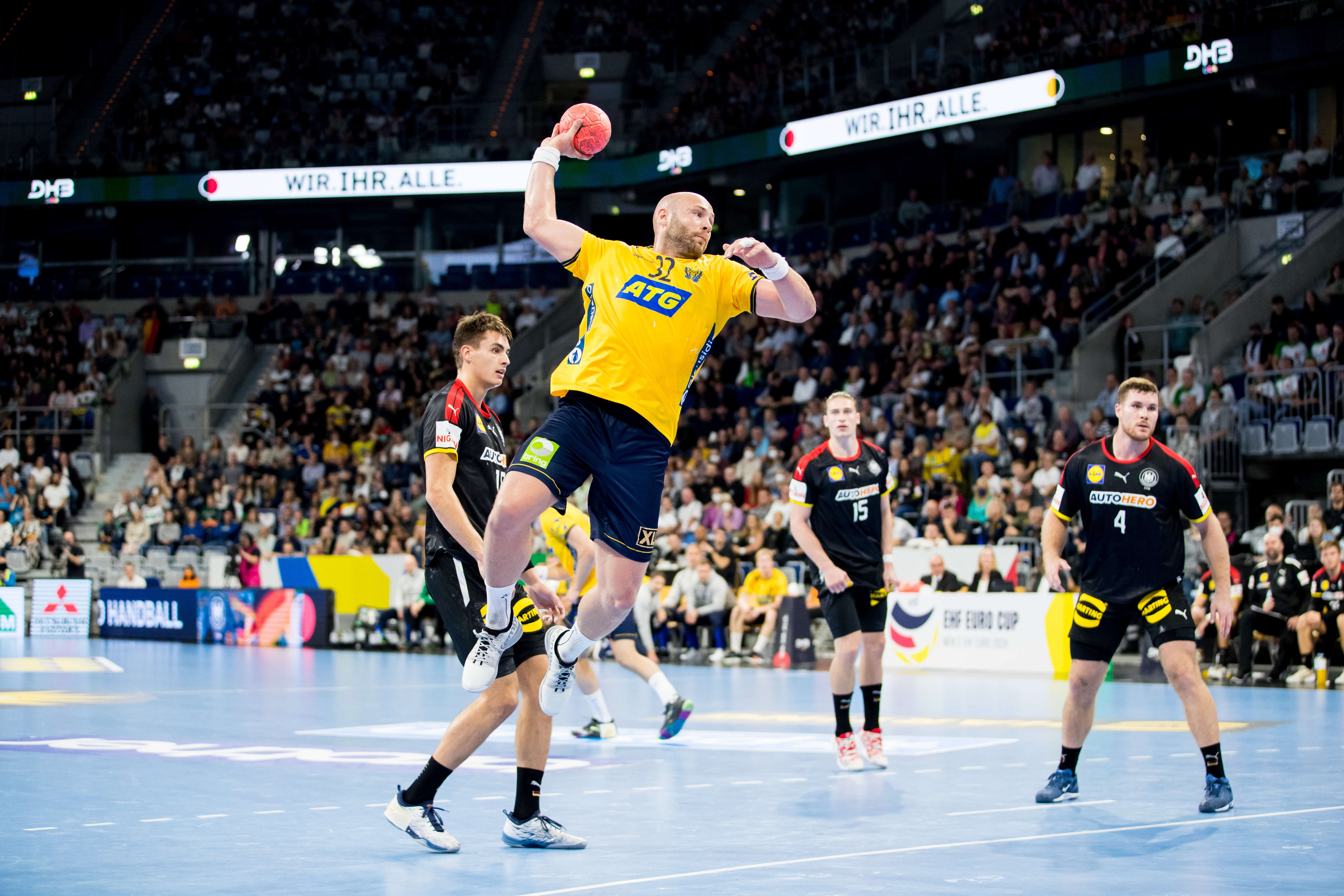
Oscar Bergendahl, 2022.

Oscar Karl Erik Bergendahl, född 8 mars 1995 i Kungsbacka, är en svensk handbollsspelare (mittsexa), som spelar för tyska SC Magdeburg och det svenska landslaget.

## Klubbkarriär
Bergendahl inledde handbollskarriären på födelseorten i HK Aranäs. Han spelade där till sitt sista juniorår men anslöt sedan till Alingsås HK några månader efter att klubben tog SM-guld 2014. Han hade även en lovande fotbollskarriär som ung. Oscar Bergendahl spelade kvar i Alingsås till 2018 då han lämnade för danska toppklubben GOG. Han hade tecknat ett tvåårskontrakt 2018-2020 som han förlängde med 2 år 2020. Han blev dansk mästare 2022 med GOG. Han kom även med i Danska ligans All-Star Team för 2021/22.
Sommaren 2022 började han spela för tyska TVB Stuttgart i Bundesliga. I februari 2023 presenterades att han skrivit på med tyska toppklubben SC Magdeburg med omedelbar verkan, ett kontrakt som sträcker sig till sommaren 2025. Med Magdeburg spelade han final i Tyska cupen 2023, men tog silvermedalj. Han var med och vann EHF Champions League 2023.

## Landslagskarriär
Bergendahl landslagsdebuterade i ett ungt svenskt lag i Gensidige cup i juni 2017. Inför VM 2021 tackade flera spelare i svenska landslaget nej till att delta och då fick Oscar Bergendahl chansen i landslaget, och var med och tog silver. Han deltog i svenska guldlaget i EM 2022, och blev där utsedd till Bästa försvarsspelare i mästerskapet.

## Meriter
I klubblag
- EHF Champions League 2023 med SC Magdeburg
- Dansk mästare 2022 med GOG
- IHF Super Globe 2023 med SC Magdeburg
- Tysk mästare 2024 med SC Magdeburg
- Tyska cupen 2024 med SC Magdeburg
- Tyska cupen 2023 med SC Magdeburg

Individuella utmärkelser
- All-Star Team som Bästa försvarsspelare vid EM 2022
- All-Star Team som Bästa mittsexa Danska ligan 2021/2022